# ААА (індустрія відеоігор)

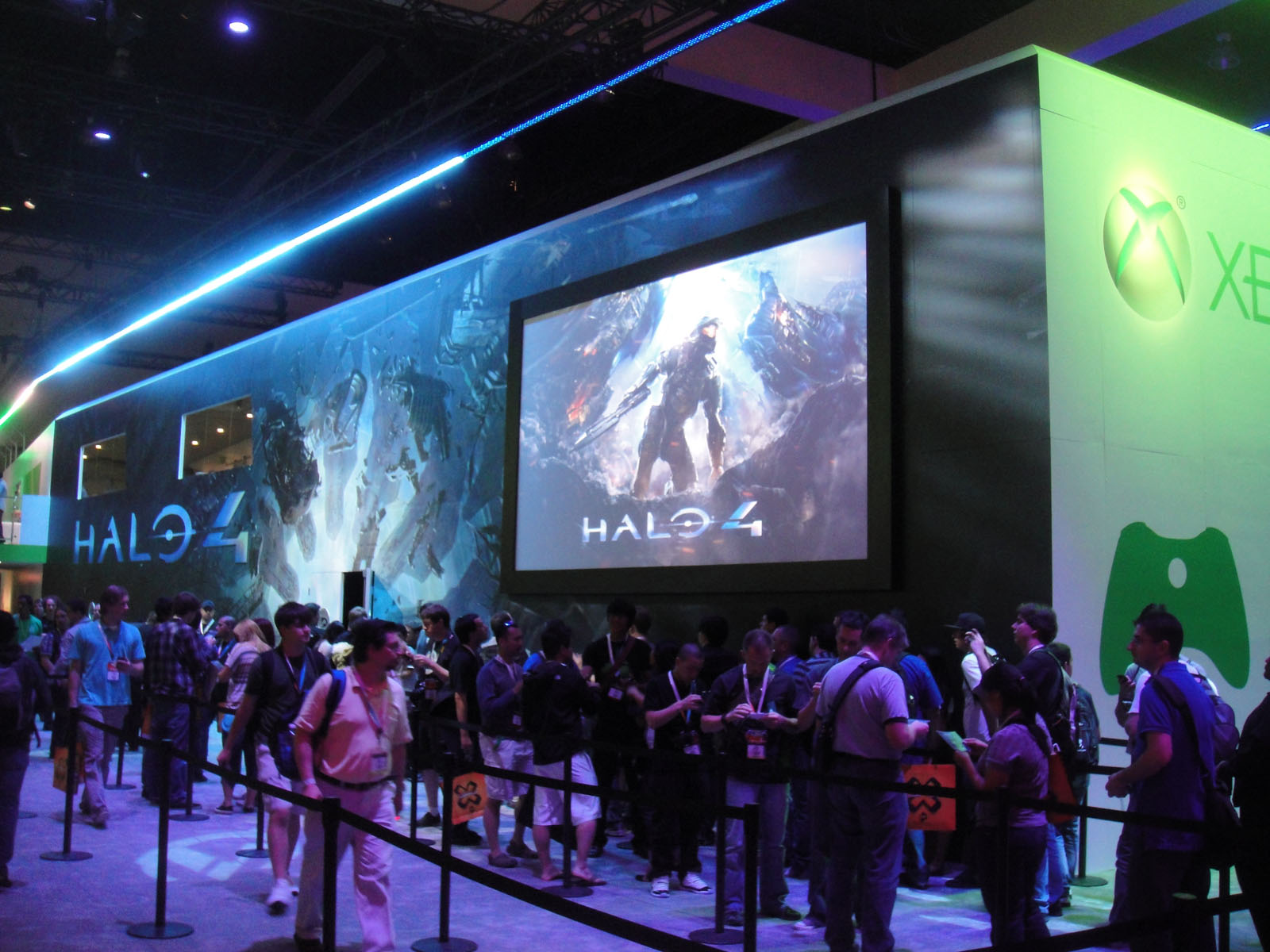
Реклама AAA-гри Halo 4 на виставці E3

AAA («три А», англійською вимовляється як «triple-A») — умовна підмножина відеоігор, створюваних й розповсюджуваних середніми й великими видавництвами, що зазвичай мають більше коштів на розробку й рекламу. Чітких мірил належності певної гри до підмножини ААА немає, тож зазвичай ідеться про клас передових високобюджетних ігор, розробка яких пов'язана зі значним економічним ризиком і потребою високих показників збуту задля забезпечення прибутковості.
В середині 2010-х набув ужитку термін AAA+ на познаку ААА-ігор, які з часом давали додатковий прибуток (як MMO), надаючи програми-послуги (SaaS), як-от доповнення або передплата додаткового вмісту.
Цей термін відповідає терміну блокбастер з кіноіндустрії.

## Характеристики
Головними критеріями оцінки гри як AAA слугують її висока якість та орієнтованість на широкий загал. Зазвичай передусім свідченням якості вважається деталізована, реалістична комп'ютерна графіка, на яку витрачається найбільше коштів і часу при розробці. AAA-іграми називаються ті, що розробляються перш за все великими студіями з сотнями чи тисячами працівників. Для випуску гри залучається велика компанія-видавець, яка здійснює рекламну кампанію, така як EA, Ubisoft, Sony, Microsoft, Blizzard. Типово ціна на один примірник AAA-гри складає від $40 до $60, аби покрити багатомільйонні витрати на розробку. Такі ігри мають порівняно високі системні вимоги до гральної консолі або ПК, на яких запускаються. Ігровий процес AAA-ігор зазвичай досить різноманітний, в багатокористувацьких іграх наявна крива навчання.

## Історія

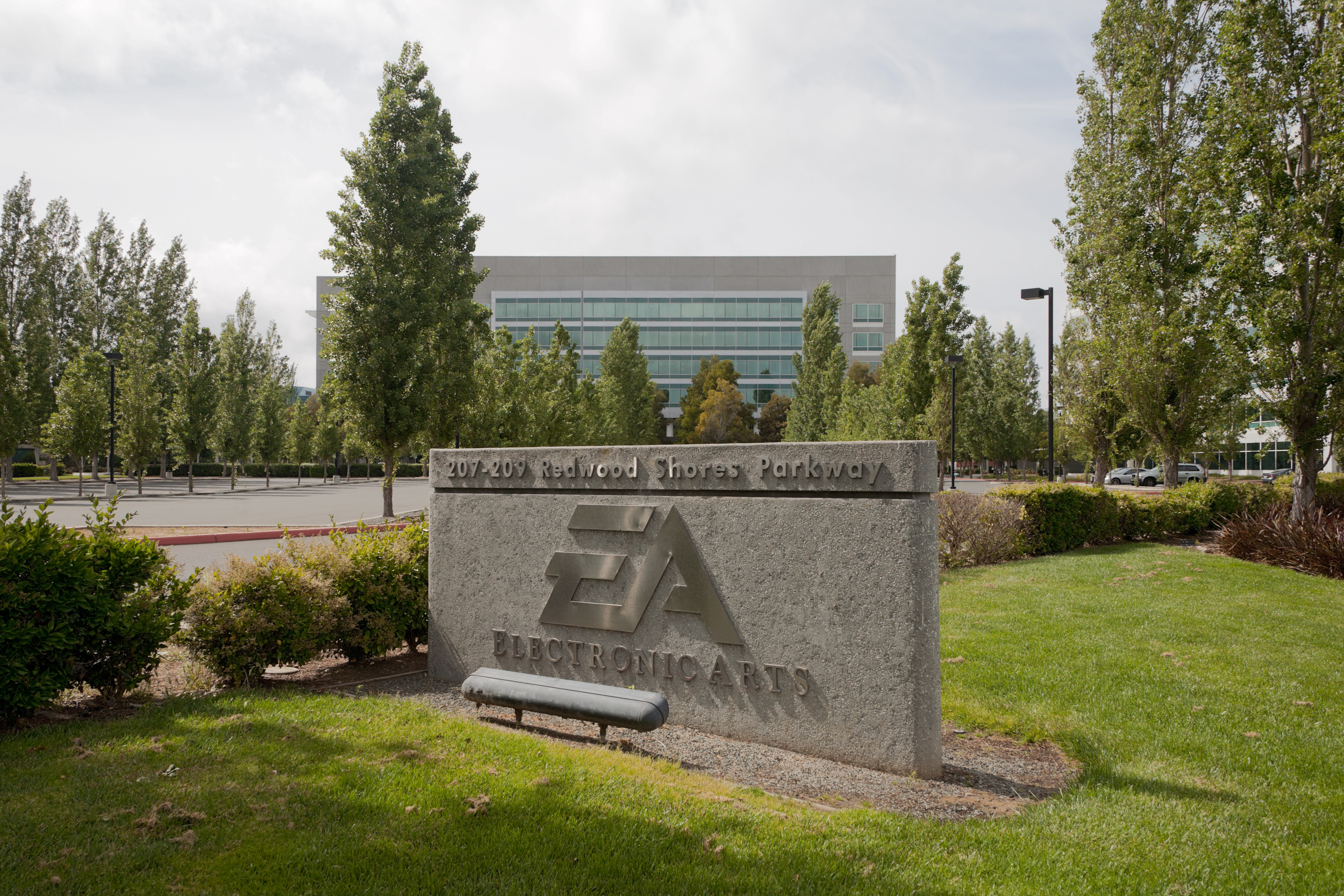
Штаб-квартира Electronic Arts, виробника багатьох AAA-ігор

Найраніше використання терміна «AAA» відоме з кінця 1990-х років, коли деякі американські розробники відеоігор почали вживати його в користувацьких договорах.
Наприкінці 2000-х років, коли добігало кінця шосте покоління гральних консолей (зокрема Xbox 360 і PlayStation 3), розробка відеоігор коштувала $15-20 млн. Деякі відеоігри, такі як Halo 3, потребували $30 млн на розробку та ще $40 млн на маркетинг.
У білій книзі EA Games щодо сьомого покоління, вказано, що кількість компаній, які розробляють AAA-тайтли, скоротилася від його початку 2005 року зі 125 компаній до 25. Однак, у цих 25 вчетверо зросли затрати праці, необхідні для створення ігор, які задовільняли б потреби покупців. Крім витрат на розробку, ігри класу AAA супроводжувалися маркетинговими кампаніями, порівнянними з кампаніями для фільмів-блокбастерів. Окрім анонсу гри, відбувалася її реклама на телебаченні, пресі, на білбордах. Затратність зумовила тенденцію створювати продовження успішних ігор, їх перевидання для нових гральних систем, виготовлення численної супутньої продукції. Коли сьоме покоління добігло кінця в 2013 році, бюджети на створення та випуск деяких ігор досягнули кількох сотень мільйонів доларів, дорівнюючи бюджетам фільмів-блокбастерів. Так, Grand Theft Auto V вартувала розробникам $265 млн. Великі ризики зумовили в 2010-і розквіт інді-ігор — ігор від ентузіастів чи дрібних компаній.
Дотримання відеоігровою індустрією крайнощів — створення або дорогих ігор з агресивним маркетингом, або дешевих і часто низькоякісних, зумовило занепад індустрії проміжного сегмента. У 2011 році глава Epic Games Кліфф Блежинський заявив з цього приводу, що «середній клас відеоігор» «помер» і такі ігри швидше за все чекає провал, якщо вони просто наслідуватимуть успішні рішення колишніх ігор.
З виходом восьмого покоління консолей (PlayStation 4, Xbox One, Wii U) витрати на розробку відеоігор продовжили зростати. Так, в компанії Ubisoft над AAA-іграми з відкритим світом працювало по 400—600 осіб з різних країн. Продаж власне відеоігор зрештою став надто ризикованим, що сприяло запровадженню доступу до наборів ігор, сплачуючи не за кожну з них, а за підписку на доступ до цих ігор, що діє обмежений термін. Також відбувся розквіт завантажуваних доповнень, які переважно надають лише косметичні зміни в грі. Середина 2010-х відзначена тим, що великі видавці відеоігор зосередили увагу на іграх з «довгим хвостом» прибутків. У таких іграх активно застосовуються платні доповнення, сезонні абонементи на доступ до них, наприклад, у Destiny, іграх серій Battlefield і Call of Duty. Також велике поширення здобули внутрішньоігрові покупки, коли за реальні гроші у грі можна придбати предмети, що дозволяють наділити своїх персонажів більшою індивідуальністю, або дають переваги над іншими гравцями, як в Overwatch або League of Legends.

## Критика явища
У часи переходу від сьомого до восьмого покоління гральних консолей виникли випадки, коли провал навіть однієї AAA-гри призводить до закриття студії-розробниці. Наприклад, Prototype 2 навіть попри продажі понад 1 млн примірників, стала для Radical Entertainment комерційним провалом і зумовила її закриття батьківською компанією Activision. Випуск AAA-гри часом приносив лише кількавідсоткові прибутки. З огляду на це AAA-ігри стали розглядатися як загроза стабільності відоігрової індустрії.
Редакторка Engadget Джессіка Кондітт, відгукнулася про цю проблему, що розробка AAA-ігор характеризується дедалі більшим браком нових (а отже ризикованих) ідей, що спонукає розробників повторювати успішні раніше рішення. Цим пояснюється в тому числі засилля ремейків, сюжетних продовжень, перенасичення ринку іграми популярних жанрів, таких як шутерів від першої особи. Розробка відеоігор тепер змушує додатково витрачатися на консультантів — фахівців з історії відеоігор. У той же час відсутність інновацій є не менш загрозливим фактором. Алекс Гатчинсон, керівник розробки декількох ігор Ubisoft, охарактеризував модель AAA як потенційно згубну, позаяк їхня візуальна складова, що передусім привертає увагу та слугує мірилом якості, розвивається непропорційно до глибини ігрового процесу.
Від середини 2010-х дедалі актуальнішою стає ще одна проблема розробки AAA-ігор — експлуатація працівників компаній-розробників, яких змушують працювати понад норми, чинять на них тиск і нехтують їхнім здоров'ям.

## Пов'язані терміни
Відеоіграм бракує термінів, які слугували б еквівалентами до термінів кіноіндустрії «фільм категорії Б», телефільм, Direct-to-video. Проте такі ігри як Deadly Premonition і Binary Domain характеризуються як «ігри категорії Б» — такі, що не здобули визнання в критиків, але стали популярними чи отримали культовий статус.
Щодо найуспішніших фінансово крупнобюджетних ігор виник термін AAA+. Gameindustry.biz у 2016 році їх було визначено як продукти, що «комбінують естетику й вартість виробництва AAA з принципами програмного забезпечення як послуги, щоб залучати гравців упродовж місяців і навіть років».
Як антипод AAA використовується III — високоякісні інді-ігри з великим бюджетом, цільовою аудиторією, амбіціями, до створення котрих можуть залучатися фахівці, котрі розробляли AAA. Прикладами таких ігор слугують Ancestors: The Humankind Odyssey, Hellblade: Senua's Sacrifice, The Witness.